# Куланбасы
Куланбасы (каз. Құланбасы — буквально «Голова кулан»)) — отроги восточных склонов Жетысу Алатау. Находятся на западе хребта Малайсары, между Жуанкумом и Жинишкекумом, на правом берегу реки Иле. Высота 892 м над уровнем моря. Длина 24 км, ширина 7 км. Сложены из смешанных туфных и эффузивных пород перми. Растительность ковыльная, эфемерная.